# Ореховка (река)
Оре́ховка — река в Дальнереченском районе Приморского края России. Исток находится в отрогах Сихотэ-Алиня, впадает в реку Малиновку в 111 км от её впадения в Большую Уссурку.
До 1973 года имела китайское название Сандо-Вака (Сандо-Ваку). Переименована после вооружённого конфликта за остров Даманский.
Длина реки — 80 км, площадь бассейна — 1810 км², общее падение реки 528 м. Ширина — до 40 м в нижнем её течении, глубина реки достигает 6—8 м.
Основные притоки: реки Третьячка, Быстрый Ключ, Лысогорка (старое название Диньговка), Горная.
В летнее время часты паводки, вызываемые в основном интенсивными продолжительными дождями.
Населённые пункты у реки (сверху вниз): Поляны, Боголюбовка, Орехово, Ясная Поляна, село Ракитное стоит на левом берегу реки Малиновка напротив устья Ореховки.